# موش‌ها و آدم‌ها
موش‌ها و آدم‌ها (به انگلیسی: Of Mice and Men) رمان کوتاهی از جان استاین‌بک، برندهٔ جایزه نوبل ادبیات چاپ ۱۹۳۷ است. داستان سرگذشت غم‌انگیز دو کارگر مهاجر، جُرج میلتون و لِنی اسمال است که در رکود بزرگ آن روزگار در کالیفرنیا به دنبال یافتن کار به هر سمت و سویی روانه می‌شوند و در فکر دست و پا کردن مزرعه‌ای برای خودشان هستند. جان استاین‌بک به بهانهٔ معرفی این دو شخصیت تصویری روشن از زندگی کارگران فصلی و پاره‌وقت در مزارع و کشتزارها در دههٔ ۱۹۳۰ آمریکا به دست می‌دهد، تصویری که در عین شفافیت در توده‌ای از کسالت و غبار فرورفته است.

## چکیده داستان
جورج میلتون و لنی اسمال دو دوست هستند که با مهتری در اصطبل روزگار می‌گذرانند. آرزوی دیرین هر دویشان آن است که روزی جایی را بخرند و در آن خرگوش پرورش دهند. لنی از بچگی از نوازش چیزهای نرم خوشش می‌آید و زور بازوی بسیاری دارد ولی چندان باهوش نیست و کودن است. از همین رو دچار دردسر می کند.
کتاب "موش‌ها و آدم‌ها" (Of Mice and Men) اثر جان اشتاین‌بک، داستانی تلخ و تکان‌دهنده از دل دوران رکود بزرگ در آمریکاست. این رمان، سرگذشت دو کارگر مزرعه به نام‌های جورج میلتون و لنی اسمال است که در پی رویاهای کوچک‌شان، در جستجوی کار از مزرعه‌ای به مزرعه‌ای دیگر کوچ می‌کنند.
جورج، مغز متفکر و محافظ: جورج مردی باهوش و عمل‌گراست. او نقش مراقب لنی را بر عهده دارد و همواره به او تذکر می‌دهد که چه بگوید و چه کار کند. جورج در واقع قیم اوست، چرا که لنی از نظر ذهنی عقب‌مانده است و به کمک دائمی نیاز دارد. او از لنی محافظت می‌کند و سعی دارد او را از دردسر دور نگه دارد، اگرچه این کار اغلب بسیار دشوار است.
لنی، غول مهربان: لنی مردی تنومند و قوی‌هیکل است، اما ذهنی کودکانه دارد. او بی‌گناه و بی‌شیله‌پیله است و عاشق لمس کردن چیزهای نرم و لطیف است، مانند موهای خرگوش‌ها. با این حال، قدرتش را درک نمی‌کند و اغلب به طور ناخواسته به حیوانات و افراد آسیب می‌زند.
رویای مشترک: جورج ولنی رویای مشترکی دارند: خریدن یک تکه زمین کوچک برای خودشان. آنها می‌خواهند در آنجا زندگی کنند، حیوانات اهلی پرورش دهند و لنی می‌تواند از خرگوش‌ها مراقبت کند. این رویا، انگیزه‌ای برای آنهاست تا در شرایط سخت و طاقت‌فرسای کارگری دوام بیاورند و به آینده امیدوار باشند.
در میان گرد و خاک ناامیدی: در مزرعه‌ای که جورج و لنی در آن مشغول به کار می‌شوند، با شخصیت‌های مختلفی روبرو می‌شوند:
- کاندی: پیرمردی که دستش را در حادثه‌ای از دست داده و از اخراج شدن می‌ترسد. او حاضر است تمام پس‌انداز خود را برای تحقق رویای جورج و لنی سرمایه‌گذاری کند.
- کارلی: پسر رئیس مزرعه، مردی زورگو و حسود که از هیکل لنی می‌ترسد و دائماً به دنبال بهانه برای دعوا است.
- همسر کارلی: زنی تنها و سرگردان که به دنبال جلب توجه و فرار از زندگی کسالت‌بارش است. او خطرناک است، چرا که ناخواسته لنی را به سمت سرنوشت غم‌انگیزش سوق می‌دهد.

تراژدی و پایان رویا: لنی در اثر حادثه‌ای ناگوار، همسر کارلی را به قتل می‌رساند. جورج که می‌داند لنی در صورت دستگیری توسط دیگران با سرنوشتی بسیار بدتر روبرو خواهد شد، تصمیم تلخی می‌گیرد: خودش او را می‌کشد.
مفهوم و پیام: "موش‌ها و آدم‌ها" داستانی درباره‌ی رویاهای دست‌نیافتنی، تنهایی، بی‌عدالتی و سرنوشت محتوم انسان است. این داستان به ما نشان می‌دهد که چگونه شرایط سخت اجتماعی و اقتصادی می‌تواند امیدها را در نطفه خفه کند و حتی قوی‌ترین پیوندها را از بین ببرد. مرگ لنی نمادی از پایان رویای آمریکایی برای بسیاری از افراد در دوران رکود بزرگ است و داستان همچنان به دلیل تصویرسازی قدرتمندش از رنج و امید، در ذهن خواننده باقی می‌ماند. این کتاب هشداری است درباره‌ی نابرابری، سوء استفاده از قدرت و اهمیت همدلی با کسانی که از ما ضعیف‌ترند.

## مبنای داستان
مبنای این داستان آموخته‌های زندگی استاین‌بک دربارهٔ زندگی مردان بی‌خانمان و دربدر در پی کارگری در اصطبل است. نام این داستان از سروده رابرت برنز برگرفته شده‌است. در این داستان همه به نوعی تنها هستند و آرزویشان را دست مایه‌ای برای فرار از این تنهایی قرار داده‌اند. در کتاب موش‌ها و آدم‌ها، به تعبیری از آرزوهای بر باد رفته آدم‌ها سخن می‌گوید. این کتاب در کنار شاهکار جان اشتاین بک یعنی کتاب خوشه‌های خشم، از پر مخاطب‌ترین آثار وی محسوب می‌شود. بر اساس این کتاب تاکنون چندین اقتباسی سینمایی ساخته شده‌است.

## فیلم
- اولین فیلم اقتباسی در سال ۱۹۳۹، دو سال پس از انتشار رمان، اکران شد و لون چنی جونیور در نقش لنی، بورگس مریدیت در نقش جورج بازی کرد و لوئیس مایلستون آن را کارگردانی کرد.[۱]
- فیلمی ایرانی به نام تپلی محصول ۱۹۷۲ به کارگردانی رضا میرلوحی از داستان موش‌ها و آدم‌ها اقتباس شد.[۲]
- یک نسخه سینمایی دیگر در سال ۱۹۹۲ به کارگردانی گری آلن سیناس ساخته شد که نامزد دریافت نخل طلای کن شد.[۳]

## ترجمه به فارسی
این رمان به زبان فارسی ترجمه شده و با مشخصات زیر به چاپ رسیده است:
- موش‌ها و آدم‌ها، ت‍رج‍مۀ پ‍روی‍ز داری‍وش‌، ت‍ه‍ران‌: ام‍ی‍رک‍ب‍ی‍ر‏‫، ۱۳۴۰.
- موش‌ها و آدم‌ها، ترجمۀ سروش حبیبی، تهران: انتشارات ماهی‏‫، ۱۳۸۸.
- موش‌ها و آدم‌ها، ت‍رج‍مۀ داری‍وش‌ ش‍اه‍ی‍ن‌، ت‍ه‍ران‌: زری‍ن‌‏‫، ۱۳۶۲.
- موش‌ها و آدم‌ها، ترجمۀ زهرا سلطانی‏‫، تهران: افق‏‫، ۱۴۰۲.
- موش‌ها و آدم‌ها، ت‍رج‍مۀ م‍ه‍دی‌ خ‍وان‍س‍اری‌، تهران: پ‍گ‍اه‌‏‫، ۱۳۶۹.
- موش‌ها و آدم‌ها، ترجمۀ تیم ترجمۀ ییلاق، قم: نسیم کوثر، ‏‫۱۴۰۲.
- موش‌ها و آدم‌ها، ترجمۀ نیما عصاره، تهران: هوران، ‏‫۱۴۰۳.
- موش‌ها و آدم‌ها، ت‍رج‍مۀ مهدی خوانساری، ت‍ه‍ران‌: چ‍ک‍اوک‌‏‫، ۱۳۶۲.
- موش‌ها و آدم‌ها، ترجمۀ احسان قادری، تهران: ابر سفید‏‫، ۱۳۹۳.
- موش‌ها و آدم‌ها، ترجمۀ مهدی افشار، تهران: نشر به‌سخن‏‫، ۱۳۹۵.
- موش‌ها و آدم‌ها، ترجمۀ زهره برزگر، قم: نظاره‏‫، ۱۳۹۸.
- موش‌ها و آدم‌ها، ترجمۀ رضا فهیمی، قم: اندیشۀ ماندگار، ‏‫۱۴۰۲.
- موش‌ها و آدم‌ها، ت‍رج‍مۀ گ‍ل‍ب‍رگ‌ ب‍رزی‍ن‌، ت‍ه‍ران‌: گ‍ل‍م‍ه‍ر‏‫، ۱۳۸۱.
- موش‌ها و آدم‌ها، ترجمۀ مینا فراهانی، تهران: فرهنگ زبان‏‫، ۱۳۸۹.
- موش‌ها و آدم‌ها، ترجمۀ سعید دوج، تهران: انتشارات روزگار‏‫، ۱۳۹۷.
- موش‌ها و آدم‌ها، ترجمۀ محمدصادق شریعتی، تهران: گویش نو‏‫، ۱۳۸۷.
- موش‌ها و آدم‌ها، ترجمۀ پریسا محمدی، کرج: در دانش بهمن‏‫، ۱۳۹۸.
- موش‌ها و آدم‌ها، ترجمۀ فرزام حبیبی‌اصفهانی، تهران: نشر هرم، ‏‫۱۳۹۵.
- موش‌ها و آدم‌ها، ترجمۀ فاطمه حقیقی، تهران: انتشارات پنگوئن‏‫، ۱۳۹۶.
- موش‌ها و آدم‌ها، ترجمۀ زهره شیشه‌چی، مشهد: انتشارات پرثوآ‏‫، ۱۳۹۷.
- موش‌ها و آدم‌ها، ترجمۀ رایحه معین‌فر، تهران: نشر ایجاز‏‫، ۱۳۹۸.
- موش‌ها و آدم‌ها، ترجمۀ رضا ستوده، تهران: انتشارات نگاه‏‫‫، ۱۳۹۹.
- موش‌ها و آدم‌ها، ترجمۀ مهتاب غراری، تهران: تیرگان‏‫، ‏‫۱۳۹۹.
- موش‌ها و آدم‌ها، ترجمۀ فرزانه کریمی، تبریز: آذربیان، ‏‫۱۴۰۳.
- موش‌ها و آدم‌ها، ترجمۀ مهدیار پژمان، تهران: مؤسسۀ هونام پرتواندیشان ماز، ‏‫۱۴۰۳.
- موش‌ها و آدم‌ها، ترجمۀ زینب‌سادات موسوی‌معلم، قم: آستان مهر، ‏‫۱۴۰۰.
- موش‌ها و آدم‌ها، ترجمۀ هانیه اعیان‌منش، قم: آراستگان‏‫، ۱۴۰۲.
- موش‌ها و آدم‌ها، ترج‍مۀ الهام تابع‌احمدی، اص‍ف‍ه‍ان‌: ج‍ن‍گ‍ل‌‏‫، ۱۳۸۲.
- موش‌ها و آدم‌ها، ترجمۀ لیلا چگینی، تهران: ایرمان‏‫، ۱۴۰۲.
- موش‌ها و آدم‌ها، ت‍رج‍مۀ ول‍ی‌الله‌ اب‍راه‍ی‍م‍ی‌‏‫، ت‍ه‍ران‌: نشر س‍ع‍ی‍دی‌‏‫، ۱۳۶۳.
- موش‌ها و آدم‌ها، ترجمۀ یوسف علیزاده، قم: ارمغان گیلار‏‫، ۱۴۰۲.
- موش‌ها و آدم‌ها، ترجمۀ ایمان قادری‬‏‫، تهران: ابر سفید‏‫، ۱۳۹۱.‮‬

## اجرای رادیویی در ایران
این کتاب بر اساس ترجمهٔ سروش حبیبی توسط رادیو تهران در قالب نمایشنامه رادیویی سریالی در برنامه کتاب شب اجرا شده‌است.